# Deklamacja
Deklamacja (łac. dēclāmātiō) – publiczne wygłoszenie utworu literackiego z pamięci, najczęściej wierszowanego, jako sztuka interpretacji tekstu na głos. Deklamatoryka (lub recytacja) to nauka o prawidłach deklamacji.